# Maison du cardinal Jouffroy
La maison du cardinal Jouffroy est un hôtel particulier situé à Luxeuil-les-Bains, le long de la rue principale et non loin de la porte Saint-Nicolas. Elle porte le nom de Jean Jouffroy, abbé de Luxeuil, évêque d'Arras puis d'Albi et cardinal.

## Historique

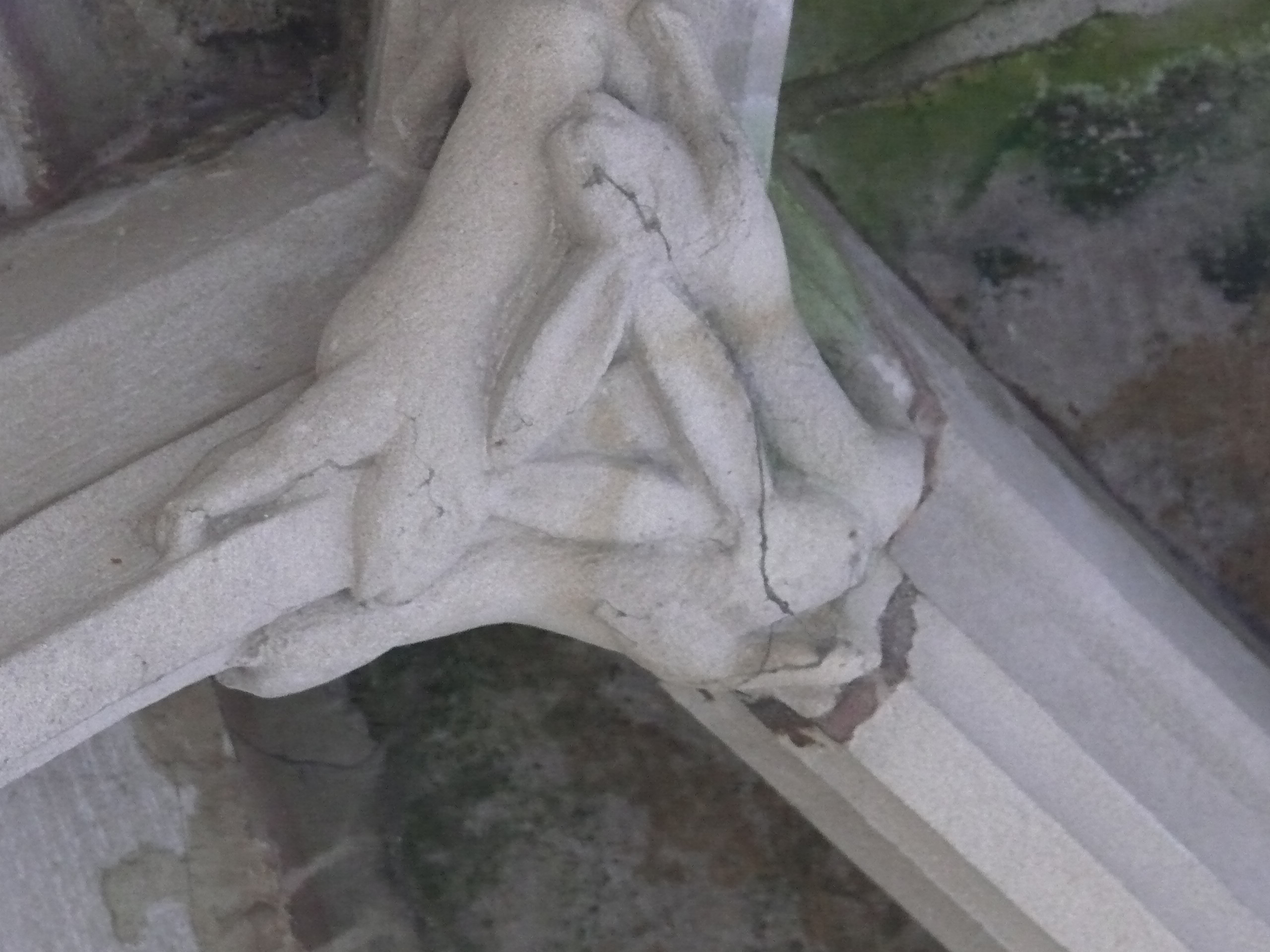
Clef de voûte aux lapins.

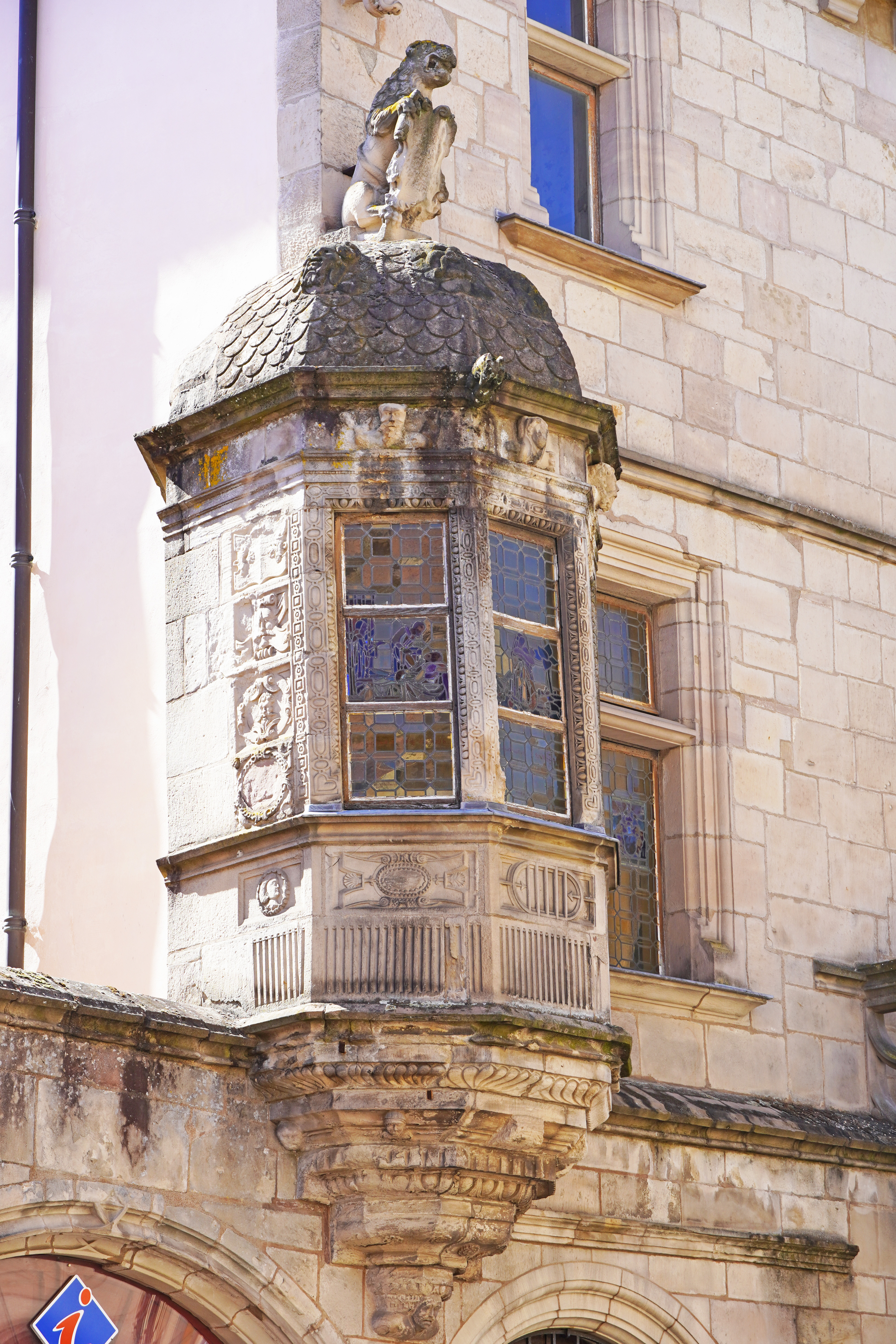
Décor Renaissance de l'échauguette.

La maison est connue sous plusieurs noms, dont aucun ne remonte à une époque antérieure à la période moderne : « maison Jouffroy », « maison du bailli », « maison » ou « hôtel » de Perrin Jouffroy (père du cardinal) ou « du cardinal Jouffroy ».
Elle est construite en pierre de taille, en grès, et présente des similarités avec l'hôtel Thiadot et la Tour des échevins (qui ont également appartenu à des membres de la famille Jouffroy).
L'identité du constructeur de la maison du cardinal Jouffroy est incertaine : il s'agit sans doute soit de Perrin Jouffroy, père du futur cardinal ; soit du frère de ce dernier, Henri ; soit de Jean lui-même à l'époque où il était abbé de Luxeuil.
À l'origine, l'hôtel présentait sans doute un plan en U, s'ouvrant à l'ouest sur un jardin menant jusqu'au remparts de la ville. La façade sur rue est surtout remarquable par son balcon monumental, à hauteur du premier étage. Jusqu'au XIXe siècle, ce dernier se poursuivait le long de la façade nord. Le balcon repose sur 9 corbeaux ; les appuis de leurs consoles sont sculptés, ainsi que les clefs des voûtes qui les séparent – la plus célèbre de ces clefs de voûte représente trois lapins reliés par seulement trois oreilles.
Au milieu du XVIe siècle (certainement entre 1545 et 1552), Henri Jouffroy (neveu du cardinal) fait agrandir la maison vers le sud en y adjoignant une partie de style plus nettement Renaissance. Elle comprend une échauguette et un riche décor sculpté.
Des transformations importantes ont lieu au cours des XVIIe et XVIIIe siècles, d'autant que l'hôtel a souffert du tremblement de terre du 12 mai 1682 – c'est certainement à cette époque que quatre colonnes de remploi viennent soutenir le balcon.
L'hôtel appartient successivement aux Goffinet, aux Saint-Mauris, sieur de Lambrey, François Rance (auditeur à la Chambre des comptes) en 1762, Étienne Laborey (avocat) et à la famille Fraissignes pendant plus d'un siècle, jusqu'en 1906.
L'hôtel fait l’objet d’un classement au titre des monuments historiques depuis le 10 novembre 1921. Marcel Texier, architecte des monuments historiques, y fait alors de gros travaux de remise en état.
Il est finalement racheté par la ville de Luxeuil qui y a installé l'office de tourisme.
Lors de la séance du 19 janvier 2017, les élus du conseil municipal ont validé la vente de cette demeure à une famille de Beaune, déjà propriétaire de 6 châteaux disséminés en France.

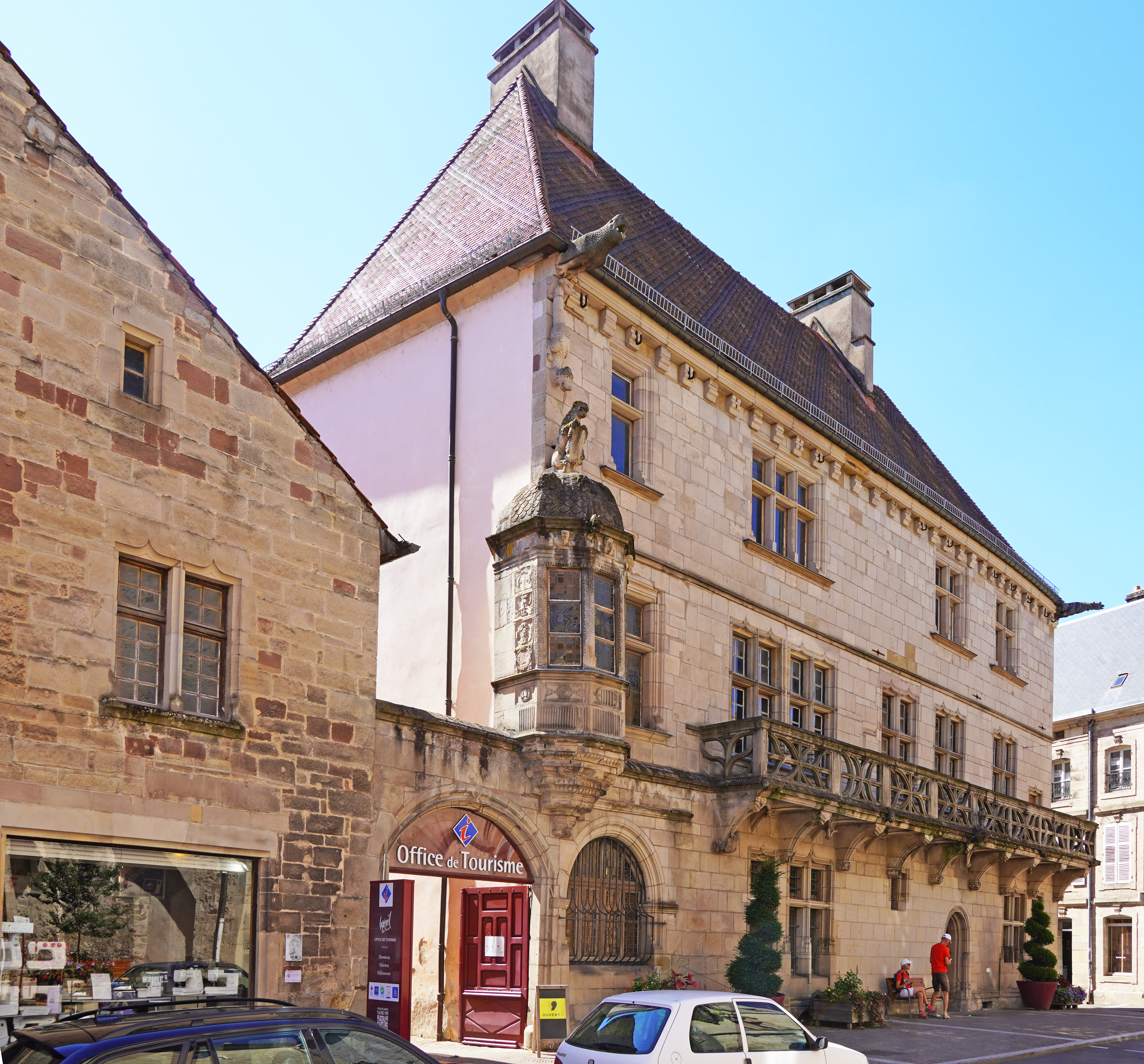

## Sources
1. 1 2 3 4 5 6 7  Patrick Boisnard, « L'hôtel dit du cardinal Jouffroy à Luxeuil-les-Bains (Haute-Saône) » dans M. Desachy et G. Toscano, Le goût de la Renaissance italienne. Les manuscrits enluminés de Jean Jouffroy, cardinal d'Albi (1412-1473), Milan : Silvana editoriale, 2010, p. 25-31.
2. ↑  Notice no PA00102214, sur la plateforme ouverte du patrimoine, base Mérimée, ministère français de la Culture